# Kantonales Geologiemuseum

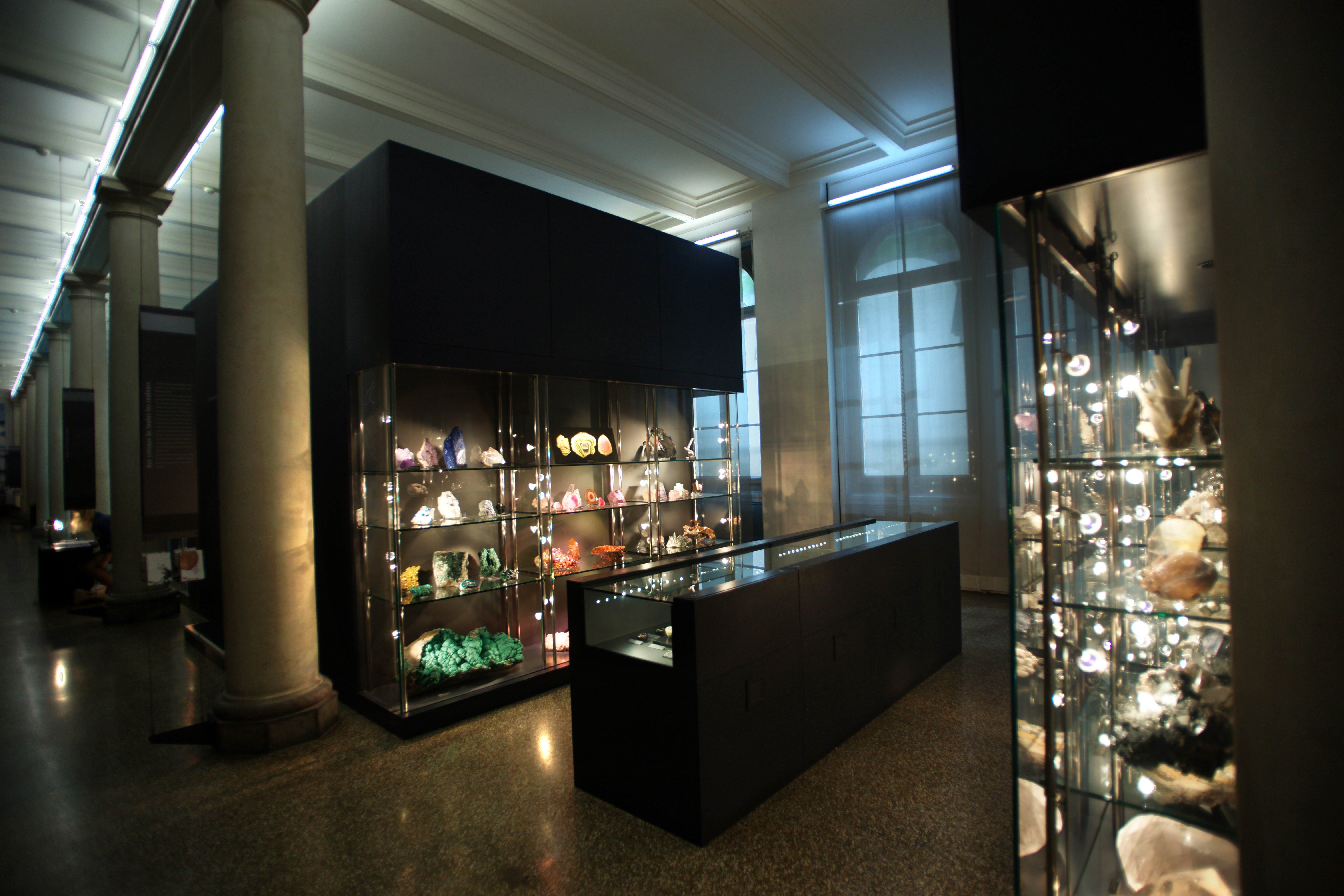
Blick in den Bereich der mineralogischen Ausstellungsobjekte

Das Kantonale Geologiemuseum (französisch Musée cantonal de géologie de Lausanne oder Musée Géologique Cantonal; Abkürzung MGL) ist ein naturwissenschaftliches Museum des Schweizer Kantons Waadt. Auf den 1. Januar 2023 wurde es zusammen mit den Museen für Zoologie und Botanik zum neuen Muséum cantonal des sciences naturelles, kurz Naturéum, zusammengelegt. Dieses ist eine öffentliche Einrichtung der kantonalen Dienststelle für Kultur. Das Museum gehört zu den Kulturgütern von nationaler Bedeutung. Es ist ein Mitglied des Netzwerks Réseau Romand Science & Cité.
Das Geologiemuseum in Lausanne ist neben dem Museum FocusTerra der ETH Zürich das einzige staatliche Spezialmuseum für Geologie in der Schweiz. Diesem Fachgebiet sind in einigen andern Kantonen sonst nur untergeordnete Abteilungen von allgemeinen staatlichen oder kommunalen Naturkundemuseen und lokale Themenmuseen gewidmet.
Die Verwaltung, das Laboratorium und das Sammlungsmagazin des Geologiemuseums befinden sich am Standort der Universität Lausanne im Campus Dorigny. Die Dauerausstellung des Museums im Palais de Rumine im Stadtzentrum von Lausanne behandelt das Thema der Fossilien, zeigt die umfangreiche Kristallsammlung des Instituts sowie weitere Mineralien und Gesteine und erklärt den geologischen Aufbau der Alpen. Dazu veranstaltet das Museum regelmässig Sonderausstellungen.

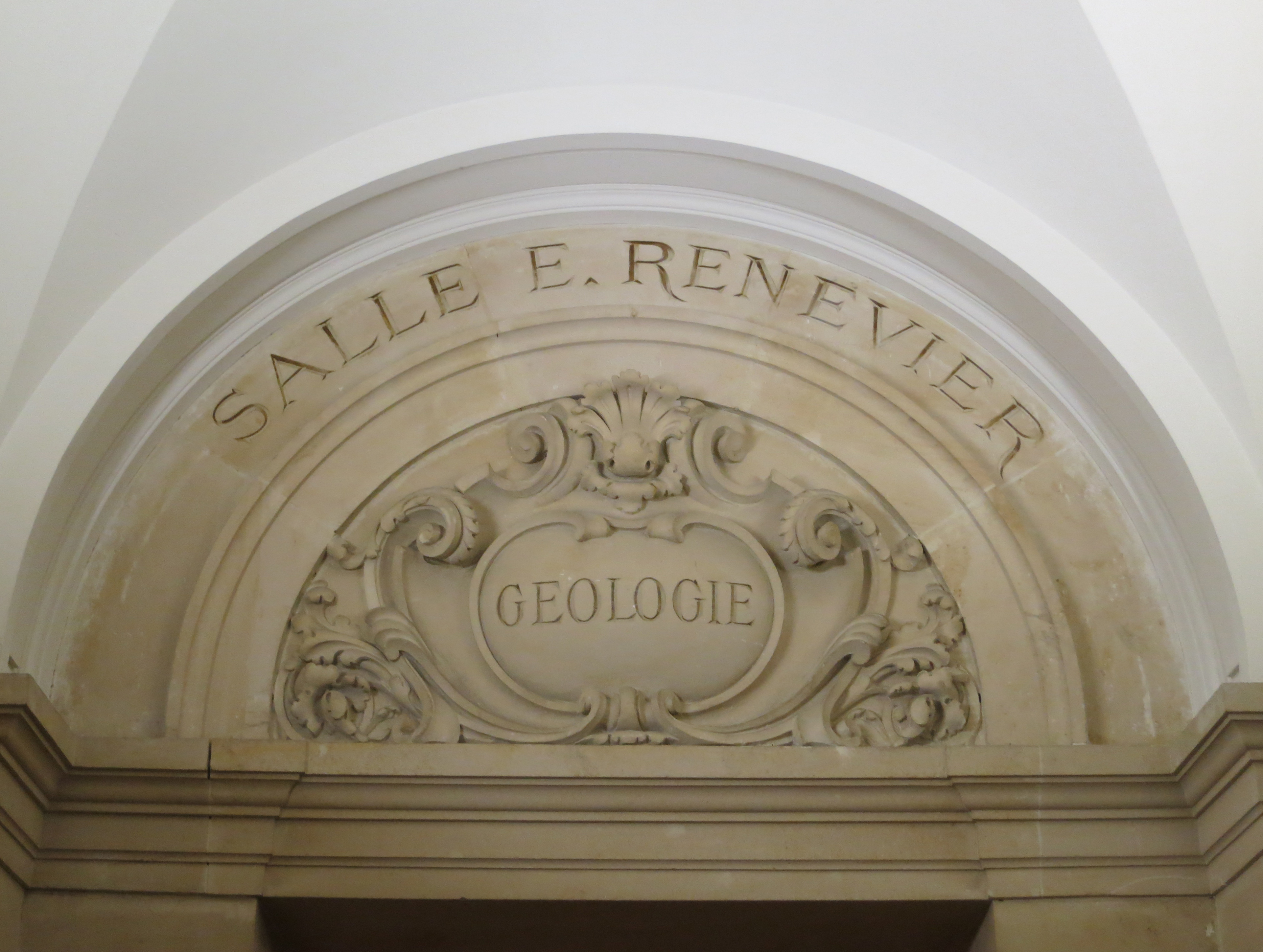
Museumsportal im Palais de Rumine

## Geschichte
Die Einrichtung entwickelte sich seit der Gründung 1818 zu einem führenden geologischen Museum in der Schweiz. Der Beginn hängt mit dem Ankauf der Mineraliensammlung des Chemie- und Mineralogieprofessors Henri Struve (1751–1826) zusammen. In der Anfangszeit handelte es sich um eine nur für Forscher zugängliche Studiensammlung mit Gesteinsproben. Mit Schenkungen von Johann von Charpentier, Direktor des Salzbergwerks Bex im Chablais, und Frédéric-César de La Harpe wurde die Sammlung vermehrt. Sie bildete den Kernbestand des damaligen kantonalen Naturkundemuseums.
Als die Regierung des Kantons Waadt unter dem einflussreichen Juristen und Politiker Louis Ruchonnet 1874 die kantonalen Museen in Lausanne reorganisierte, entstand das Geologiemuseum als selbständige Institution mit einer eigenen Ausstellung im Gebäude des ehemaligen Bischofssitzes in Lausanne (Ancien évêché de Lausanne). Bekannte Geologen und Paläontologen, die teilweise auch an der Akademie Lausanne und später der Universität Lausanne unterrichteten, wie Eugène Renevier (1831–1906) oder Maurice Lugeon (1870–1953), prägten die geologische Forschung in der Westschweiz und die Pflege der wissenschaftlichen Museumssammlungen. Der aktuelle Direktor des Museums ist Gilles Borel.

## Aufgaben
Mit der Sammlung geologischer Belegstücke aus dem Kanton Waadt dokumentiert das Geologiemuseum die Landschaftsgeschichte in einem wesentlichen Teil der Westschweiz. Die Genferseeregion und das Chablais bieten für die Quartärforschung gutes Anschauungsmaterial. Aufgrund der in diesem Gebiet entdeckten Findlinge und anderer glazialmorphologischer Relikte lieferten Westschweizer Forscher seit dem frühen 19. Jahrhundert wesentliche Beiträge zur Theorie der Inlandvergletscherung oder «Eiszeittheorie». Das Geologiemuseum in Lausanne dokumentiert die heute noch vorhandenen erratischen Blöcke, von denen einige durch die Société Vaudoise des Sciences Naturelles geschützt worden sind. In der Meteoritensammlung hat das 1959 am Chasseron im Jura gefundene Exemplar einen besonderen Platz.
In der Fossilienausstellung ist das gut erhaltene, in Fundlage präparierte Skelett eines Mammuts erwähnenswert. Es kam 1969 bei Arbeiten in einer Kiesgrube bei Le Brassus im Bezirk Jura-Nord vaudois zum Vorschein und konnte von den Fachleuten des Geologiemuseums (Heli Badoux, Jean Guex, Marc Weidmann) innert eines Monats intakt geborgen und danach konserviert werden. Das Mammut lag im Bereich einer späteiszeitlichen Moräne und wurde vom Kies teilweise zugedeckt, bevor sich das Gewebe zersetzte; nur einzelne Partien fielen Raubtieren zum Opfer. Das Präparat stellt das vollständigste Skelett dieser Tierart in der Schweiz dar. Eine Kopie ist im  Mammutmuseum Niederweningen ausgestellt.
Gemeinsam mit der Fakultät für Umweltwissenschaften der Universität Lausanne führt das Museum eine geologische Fachbibliothek. Für die Veröffentlichung wissenschaftlicher Forschungen stehen den Geologen des Museums in Lausanne die Serie Bulletin des Laboratoires de Géologie, Minéralogie, Géophysique et du Musée géologique de l’Université de Lausanne, die Reihe der Mémoires de Géologie der Fakultät für Umweltwissenschaften sowie die Schriftenreihen der Société Vaudoise des Sciences Naturelles zur Verfügung. Für den Parc jurassien vaudois entwickelten die Spezialisten des Museums eine Reihe naturwissenschaftlicher Themenwege im Waadtländer Jura. Die Publikationen informieren darüber, wie die dort vorkommenden Gesteine entstanden und wie sich das Gebirge bildete.

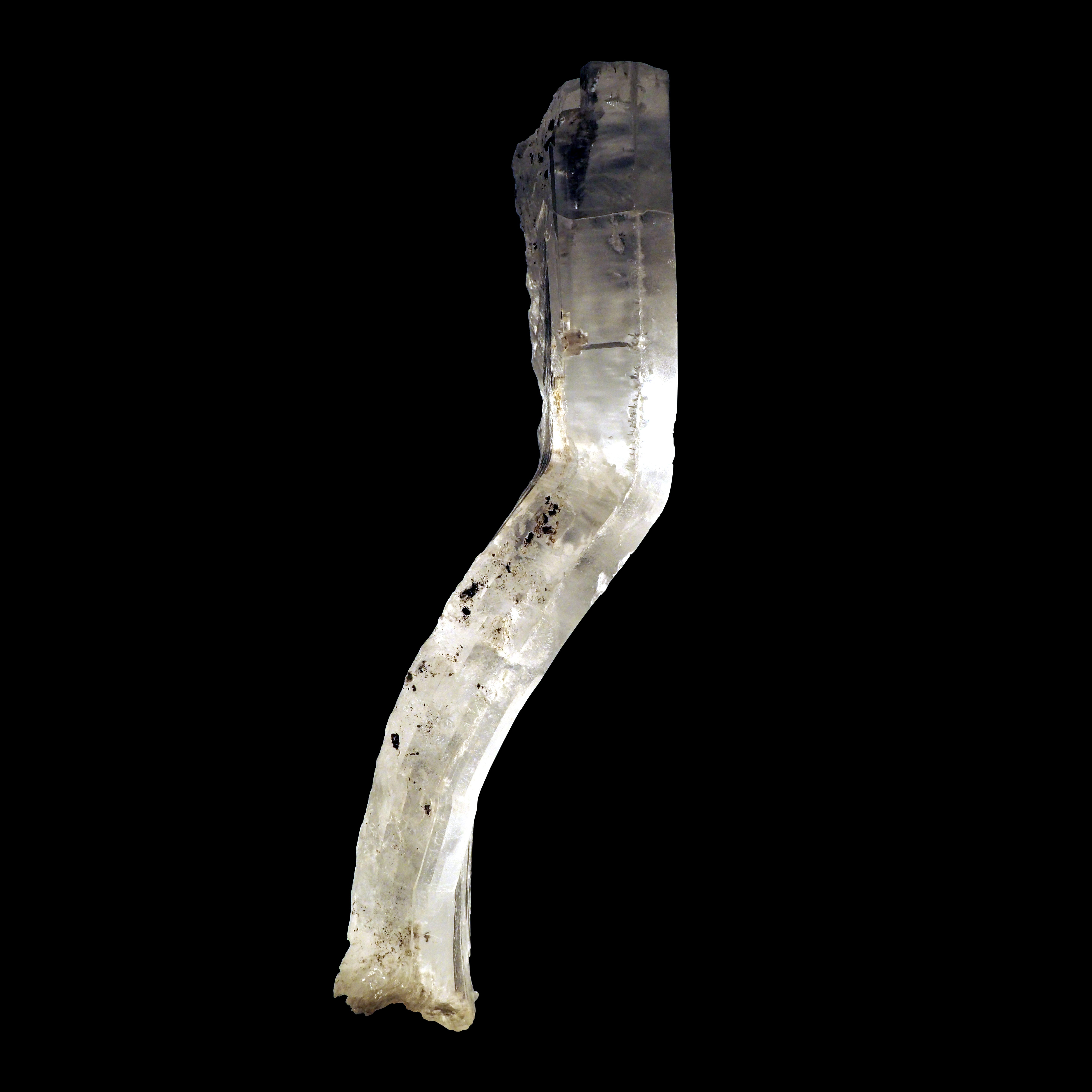
Gipskristall aus dem Salzbergwerk Bex
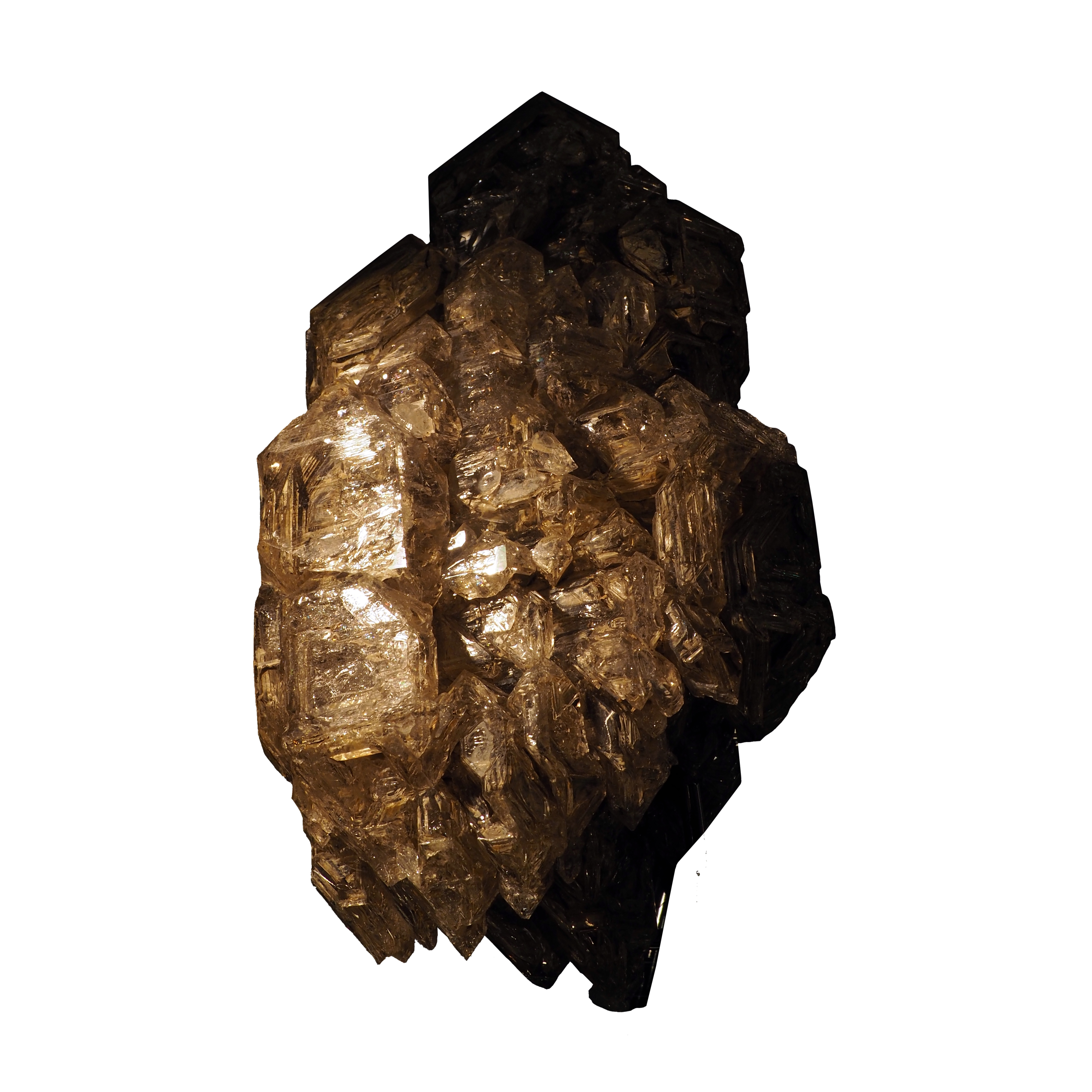
Kristallgruppe von den Dents du Midi im Chablais
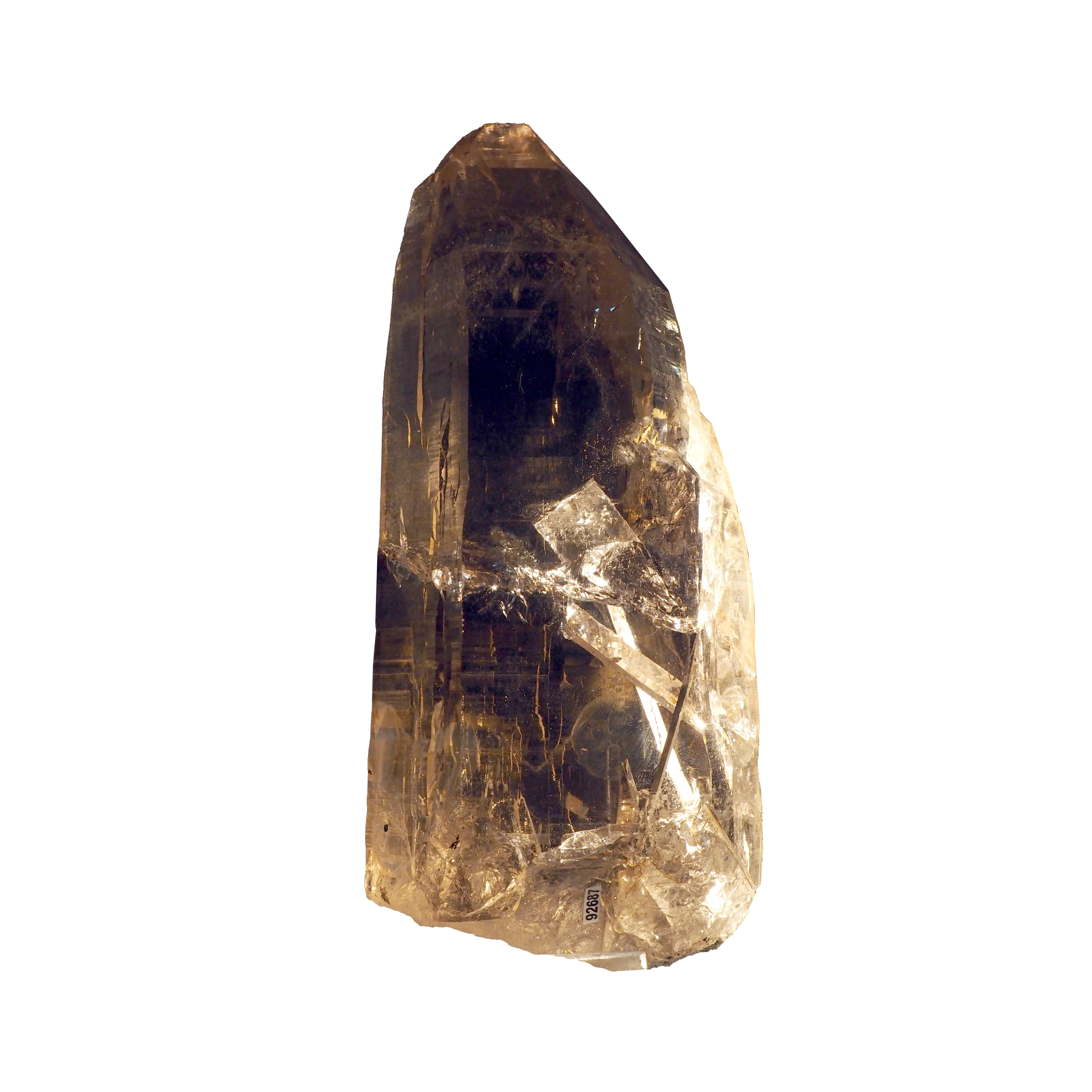
Quarz aus dem Binntal
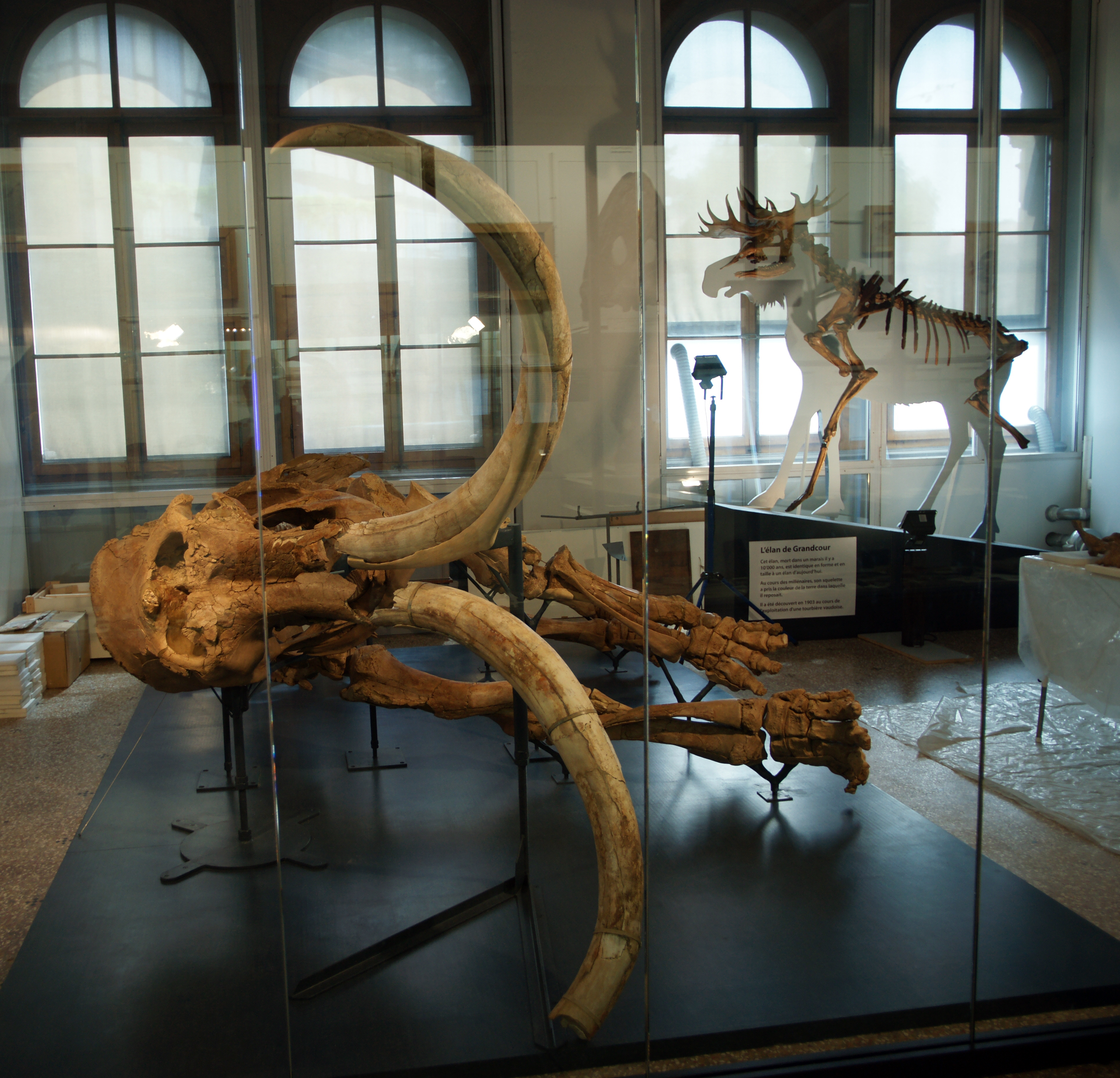
Mammut von Le Brassus

## Typmaterial-Depot
Die Sammlung des Kantonalen Geologiemuseums bewahrt unter anderem Typmaterial für folgende Minerale auf (Stand 2025):
- Alluaivit (MGL 58950), Althupit (MGL 79991), Ansermetit (MGL 68936, MGL 79286), Arctit (MGL 58965), Argandit (MGL 90369), Arrojadit-(BaNa) (20391#8), Avogadrit (MGL 53383)
- Baratovit (MGL 58941), Barentsit (MGL 58973), Bonaccordit (MGL 90750), Bouazzerit (MGL 79798, MGL 79803), Burpalit (MGL 58942)
- Cabalzarit (MGL 73785, MGL 73786, MGL 73787, MGL 65185), Cancrisilit (MGL 58949), Chantalit (MGL 90731), Chiavennit (MGL 90755), Cleusonit (MGL 65200 bis 65205), Cobaltarthurit (MGL 79540), Cobaltaustinit (MGL 90003)
- Davidit-(La) (MGL 90756), Deloryit (MGL 53592), Dugganit (MGL 84547), Dzhalindit (MGL 90203)
- Ershovit (MGL 58971)
- Ferrohögbomit-2N2S (MGL 90511), Fianelit (MGL 73803, MGL 73815), Françoisit-(Ce) (MGL 58321, MGL 79288)
- Gabrielsonit (MGL 90757), Gasparit-(La) (MGL 093518), Gaudefroyit (MGL 90766), Gerstleyit (MGL 54059), Giftgrubeit (MGL 080133, MGL 080134), Grumantit (MGL 58947), Gysinit-(Nd) (MGL 53204)
- Hibonit (MGL 90758), Hsianghualith (MGL 79982), Huanghoit-(Ce) (MGL 90759), Hydrokenopyrochlor (MGL 080141, MGL 080142), Hydropyrochlor (S122-2), Hydroxycancrinit (MGL 58962)
- Imiterit (MGL 79733)
- Jacquesdietrichit (MGL 79711), Jagoit (MGL 90760), Jouravskit (MGL 90767)
- Kalborsit (MGL 58967), Kalicinit (MGL 53205), Kamotoit-(Y) (MGL 79593), Khibinskit (MGL 58969), Krettnichit (MGL 65317)
- Laforêtit (MGL 58600), Lengenbachit (MGL 40537), Leukostaurit (MGL 90000), Leydetit (MGL 92661), Liebenbergit (MGL 90752), Limousinit (MGL 093398), Lintisit (MGL 58954), Lithosit (MGL 58964), Lovdarit (MGL 58958)
- Maghrebit (MGL 79792, MGL 79793, MGL 79794), Magnesiozippeit (MGL 54060), Manaksit (MGL 58953), Manganlotharmeyerit (MGL 54000, MGL 54014), Manganotychit (MGL 58951), Marécottit (MGL 58285, MGL 58290), Margaritasit (MGL 65085), Marokit (MGL 90768), Martinandresit (MGL 093284), Meisserit (MGL 92960), Mineevit-(Y) (MGL 58952)
- Nabiasit (MGL 65000, MGL 52805), Nacaphit (MGL 58966), Nastrophit (MGL 58946), Natrit (MGL 58960), Nimit (MGL 90768)
- Paranatisit (MGL 58968), Paraumbit (MGL 58974), Paulscherrerit (MGL 79287), Penkvilksit (Polytyp Penkvilksit-2O; MGL 58961), Perroudit (MGL 53202, MGL 90694), Picotpaulit (MGL 79983), Pittongit (MGL 79680), Pizgrischit (MGL 58622, MGL 53660, MGL 79981), Preiswerkit (MGL 90761, B2548), Pseudojohannit (MGL 79290, MGL 54110, MGL 58324)
- Quadruphit (MGL 58944)
- Raguinit (MGL 79683, MGL 79684), Richardsollyit (MGL 080126), Rimkorolgit (MGL 58943), Roquesit (MGL 90762), Routhierit (MGL 90765), Rüdlingerit (MGL 080116)
- Sazhinit-(Ce) (MGL 58955), Scheuchzerit (MGL 79355), Senait (MGL 53207), Senegalit (MGL 90763), Shabynit (MGL 90722), Shomiokit-(Y) (MGL 58945), Sitinakit (MGL 58972), Smamit (MGL 093481, MGL 093482, MGL 093483), Sobolevit (MGL 58948), Spriggit (MGL 68937), Strontiomelan (MGL 58770), Strontiopharmakosiderit (MGL 92956)
- Tiettait (MGL 58970), Tremolit (MGL 60746, MGL 60787), Tubulit (MGL 92635), Turtmannit (MGL 53569, MGL 53593)
- Ulrichit (MGL 90679), Umbit (MGL 58963), Umbozerit (MGL 58957)
- Vaniniit (MGL 080143, MGL 080144), Verbierit (MGL 93100, MGL 93101), Vigezzit (fälschlich auch Vigezzit-(Ce); MGL 90764), Villiaumit (MGL 15841), Vitusit-(Ce) (MGL 58959)
- Wallkilldellit-(Fe) (MGL 58680, MGL 77501), Willemseit (MGL 90754)
- Xocolatlit (MGL 90740), Yazganit (MGL 80000), Zakharovit (MGL 58956)